# Pongo (zoologia)
Pongo (Lacépède, 1799) è un genere di primati della famiglia degli ominidi le cui specie sono comunemente indicate come oranghi.

## Etimologia
Il termine pongo deriva dal termine mpungu, usato nella lingua kikongo per definire una grande scimmia dei boschi simile all'uomo, probabilmente il gorilla.
Il termine orango deriva dall'abbreviazione del termine orangotango, da orangutan, termine derivato dalle parole malesi orang, "uomo" e hutan, "foresta". La gente del posto originariamente usava il termine per riferirsi a persone che vivevano nella foresta.

## Tassonomia
Comprende le seguenti specie:
- Pongo pygmaeus  - orango del Borneo
  - Pongo pygmaeus pygmaeus
  - Pongo pygmaeus morio
  - Pongo pygmaeus wurmbii
- Pongo abelii  - orango di Sumatra
- Pongo tapanuliensis  - orango di Tapanuli

## Distribuzione e habitat
Vive nelle foreste pluviali con vegetazione fitta, in presenza di paludi e nelle foreste decidue e di montagna del Borneo e di Sumatra.

## Biologia

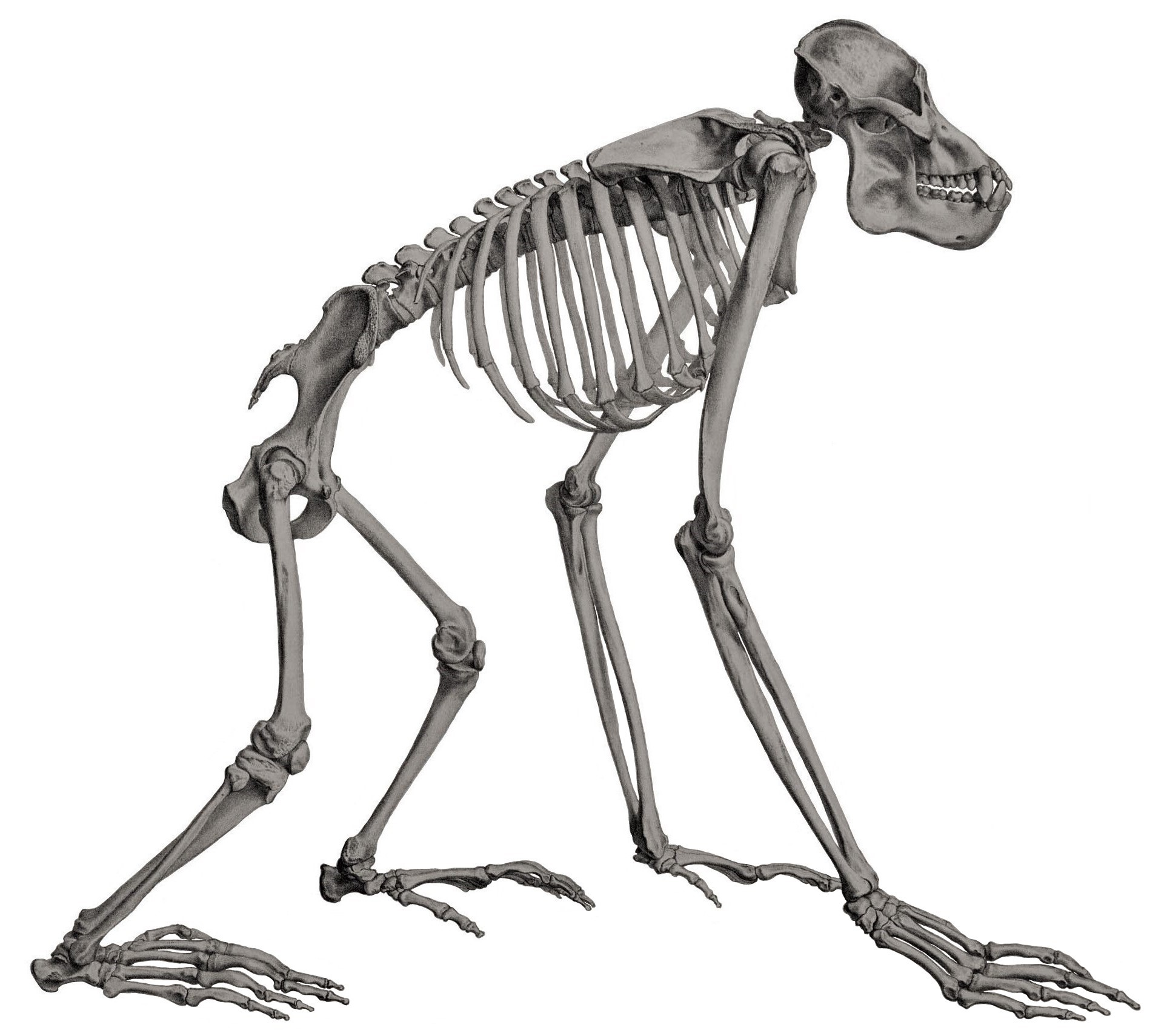
Scheletro.

Unico primate di grandi dimensioni oggi presente al di fuori del continente africano, ha abitudini solitarie probabilmente connesse al fatto che possiede pochi predatori da cui guardarsi.
Si ciba prevalentemente di vegetali ma consuma anche insetti, uova di uccelli e piccoli vertebrati. Come scimpanzé e bonobo ha sviluppato l'utilizzo di utensili.
Gli oranghi mostrano una locomozione arborea a tratti bipede simile a quella che potrebbe aver caratterizzato l'antenato comune delle grandi scimmie antropomorfe.